# GAC GS4
GAC GS4 (укр. Гак ДжиЕс 4) ― кросовер, що виробляється китайським автовиробником GAC з 2015 року.

## Перше покоління

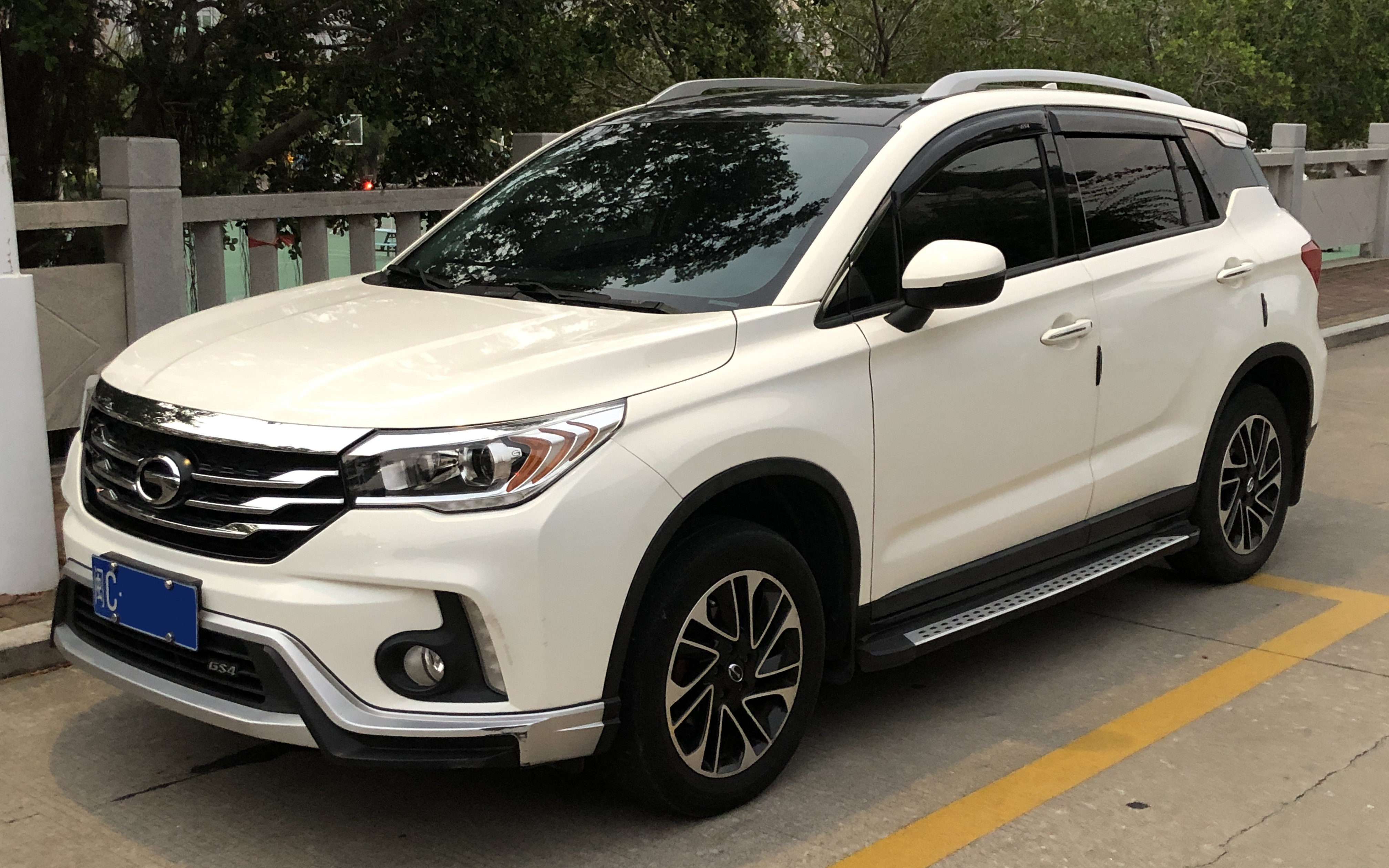
GAC GS4 I

Перше покоління GS4 було представлено як концепт на автосалоні в Детроїті 2015 року. Серійна модель була представлена на автосалоні в Шанхаї 2015 року і потім запущена в продаж у Китаї.
GS4 побудований на тій самій платформі, що і седан GA3S та розташований між GS3 та GS5.
В червні 2018 року представили рестайлінгову версію, змінилися бампери, колісні диски та панель приладів.

### GS4 EV

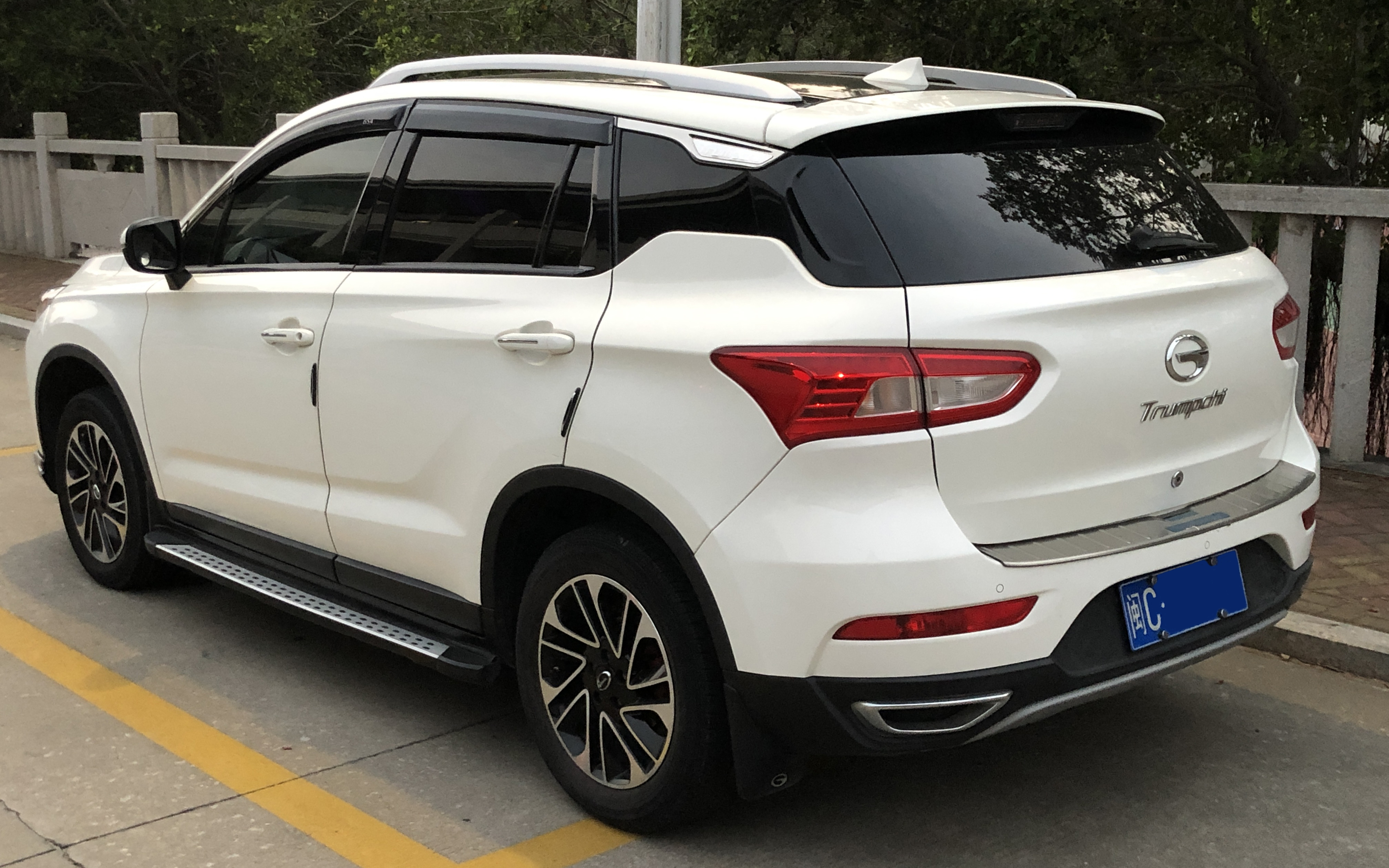
GAC GS4 I

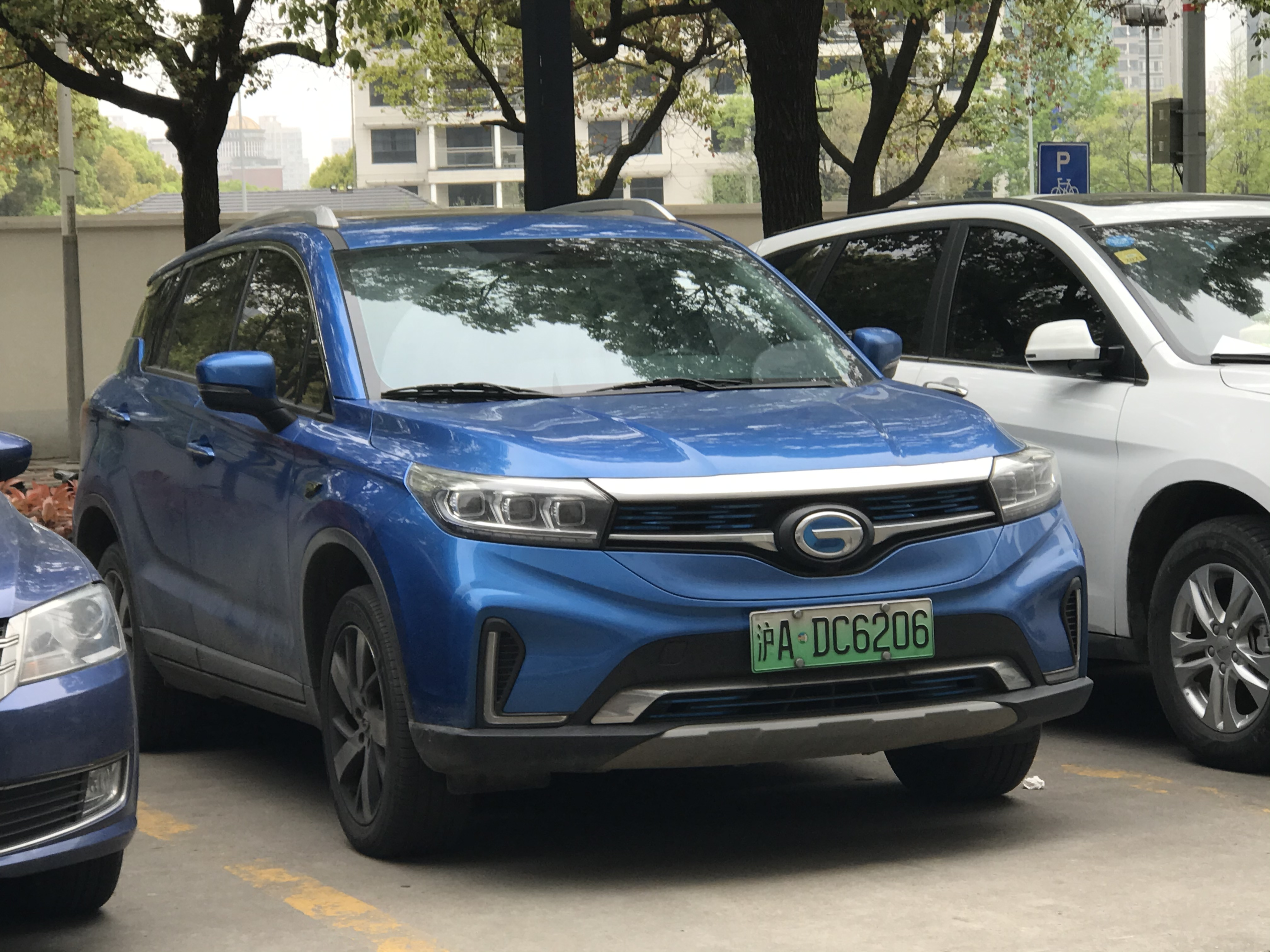
GAC-Toyota Leahead ix4

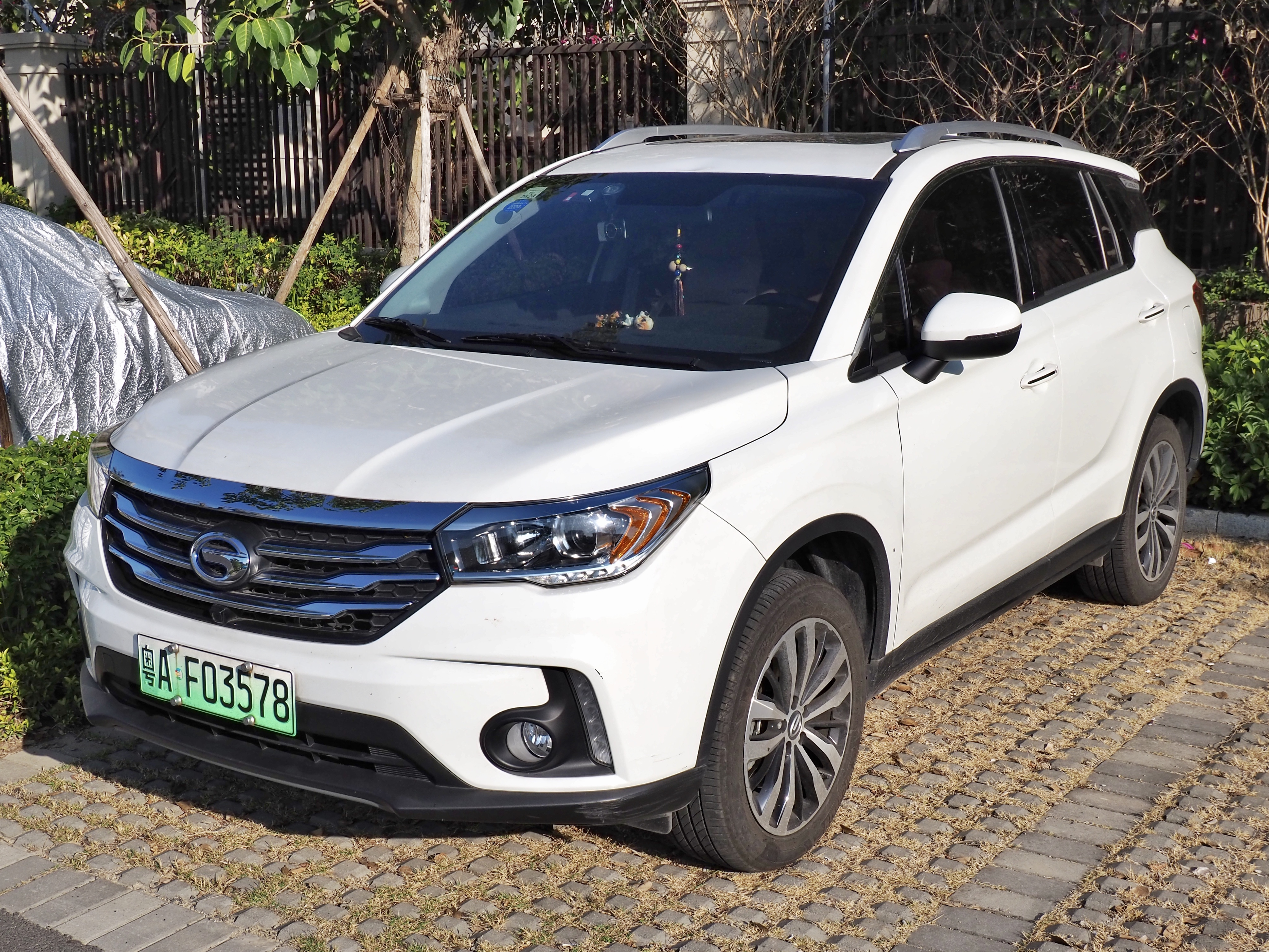
GAC GS4 I PHEV

Trumpchi GS4 EV — це новий електромобіль, який дебютував на автосалоні в Гуанчжоу в 2015 році на базі кросовера Trumpchi GS4. Він був запущений на автомобільний ринок Китаю в другій половині 2016 року. GS4 EV оснащений електродвигуном потужністю 140 к.с. і крутним моментом 250 Нм, а запас ходу становить 240 кілометрів. Максимальна швидкість GS4 EV становить 120 кілометрів на годину, а розгін 0–100 км/год становить менше 11 секунд. Заряджання займає 12 годин для повної зарядки від 220 В або 30 хвилин для 80 % акумулятора на швидкому зарядному пристрої.  Модель GS4 EV також продавалася компанією GAC Toyota у Китаї під брендом Leahead як «Leahead ix4».

### GS4 PHEV
Trumpchi GS4 PHEV — це плагін-гібридна версія кросовера GS4. GS4 PHEV оснащений 1,5-літровим двигуном і системою G-MCelectric, яка працює виключно як генератор для зарядки акумулятора та живлення електродвигуна. Двигун, що виробляє максимальну потужність 71 кВт (97 к.с) і 120 Н·м, і електродвигун, що виробляє 177 к.с. (130 кВт) і 300 Н·м, здатні подолати запас ходу понад 600 км на бензині і 58 км на чистому електроприводі. Витрата палива 1,6 л/км. Трансмісії як такої немає. Обертовий момент електродвигуна передається на колеса через коробку передач з постійним передавальним числом. GS4 PHEV також має обертовий селектор передач замість звичайного важеля, як у бензиновій версії. Модельний ряд був оновлений у вересні 2018 року для 2019 модельного року.  GS4 PHEV також продавався Mitsubishi під брендом Eupheme просто як «Eupheme PHEV».  Інший варіант продавався як GAC Honda Shirui PHEV спільним підприємством GAC Honda.

### Двигуни
- 1.3 L 4A13M1 turbo I4 (бензин)
- 1.5 L 4A15M1 turbo I4 (бензин)
- 1.5 L 4A15J1 turbo GDI I4 (бензин)

- 1.5 L 4A15K2 (PHEV)

## Друге покоління

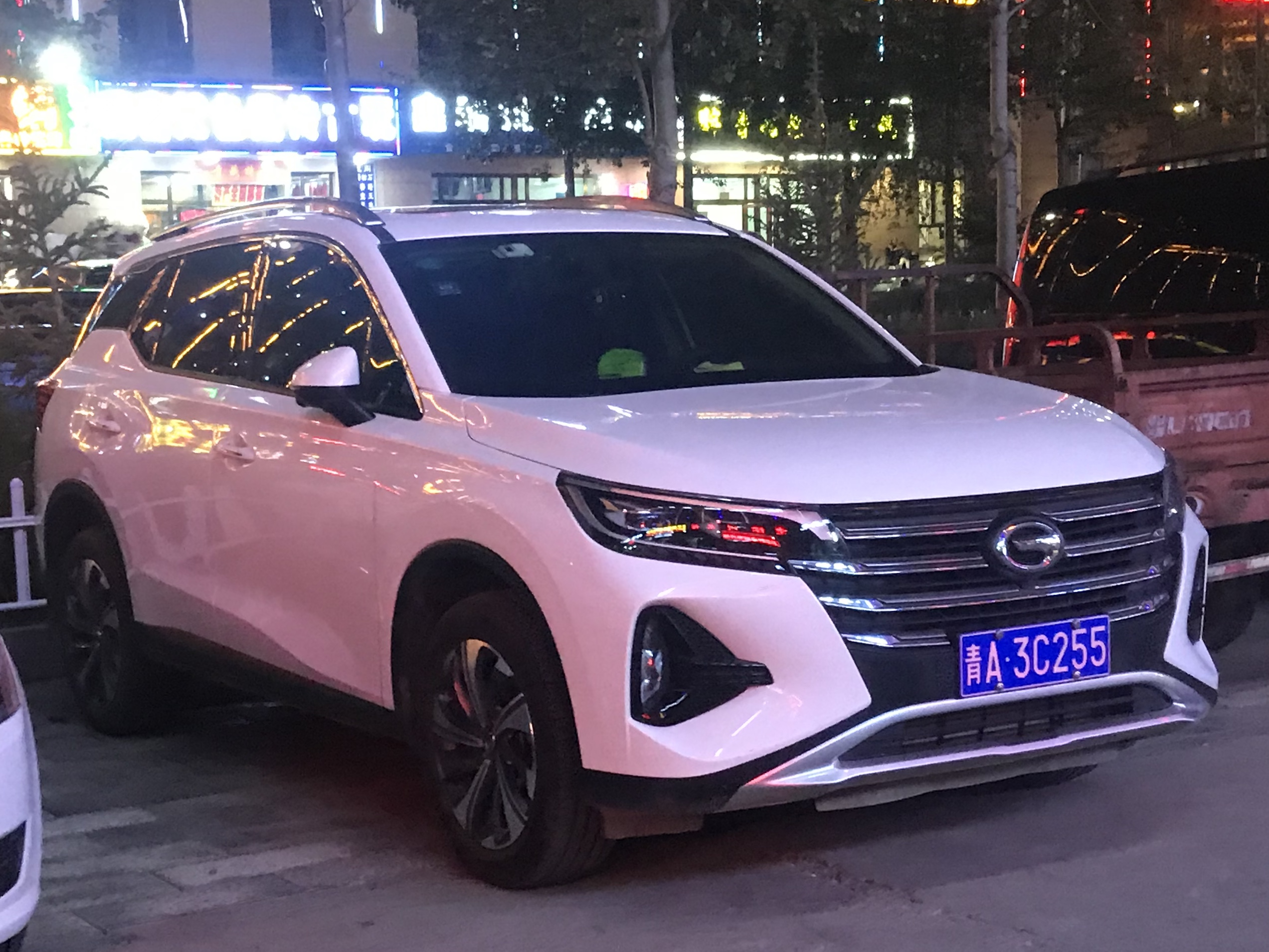
GAC GS4 II

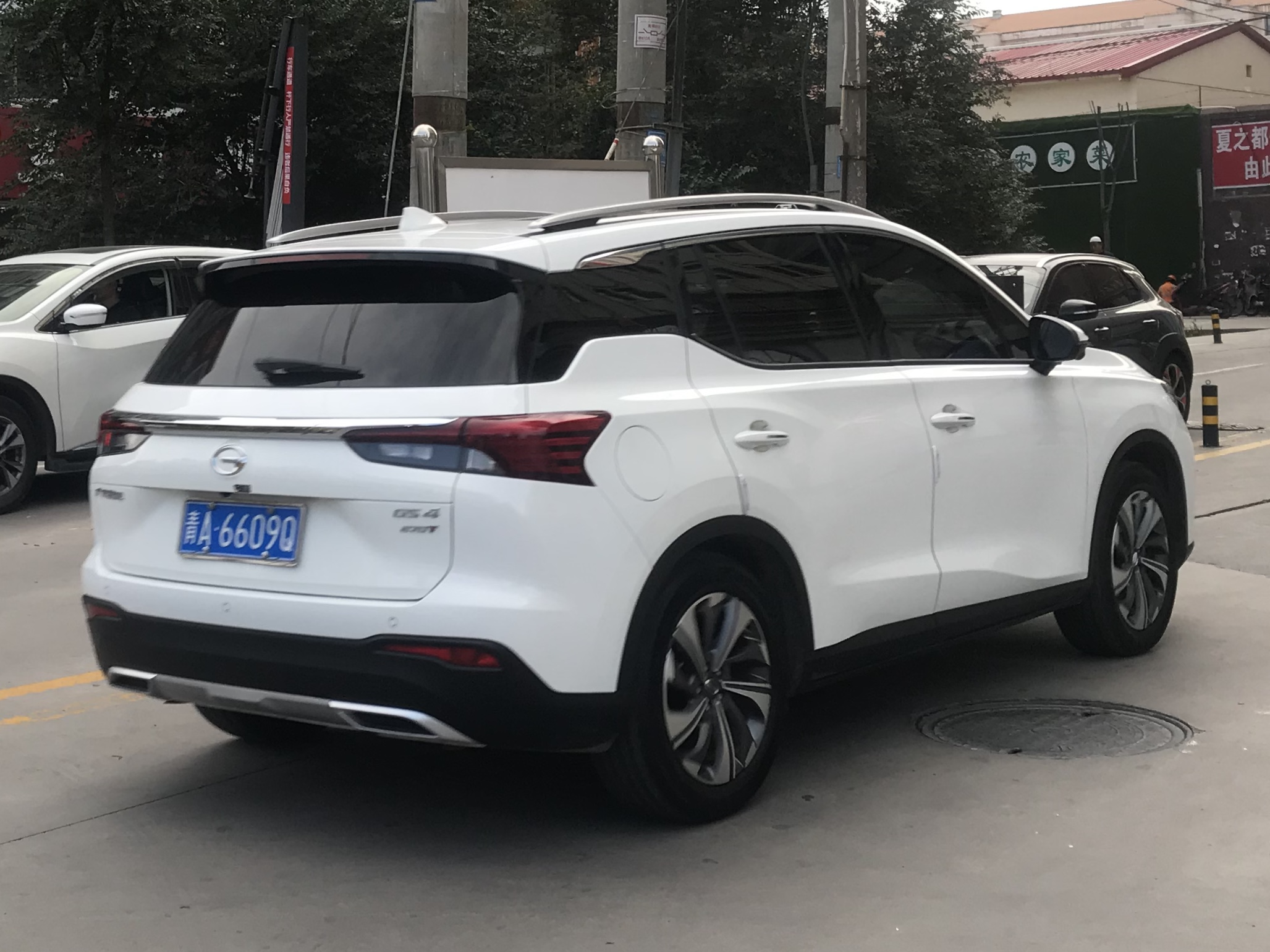
GAC GS4 II

Друге покоління GS4 дебютувало в вересні 2019 року. Серійна модель стала доступна для китайського ринку в листопаді 2019 року.

### GS4 II PHEV
Гібридна версія GS4 другого покоління, GS4 II PHEV, була представлена в квітні 2020 року. Його приводить в рух 1,5-літровий турбодвигун потужністю 150 к.с. і 220 Н·м, а електродвигун додає додаткові 177 к.с. Ємність батареї становить 13 кВт/год, її постачальником є CATL. Чисто електричний запас ходу становить 61 км за рейтингом NEDC.

### GS4 Plus
GS5 другого покоління після рестайлінгу 2021 року було перейменовано на GS4 Plus. 

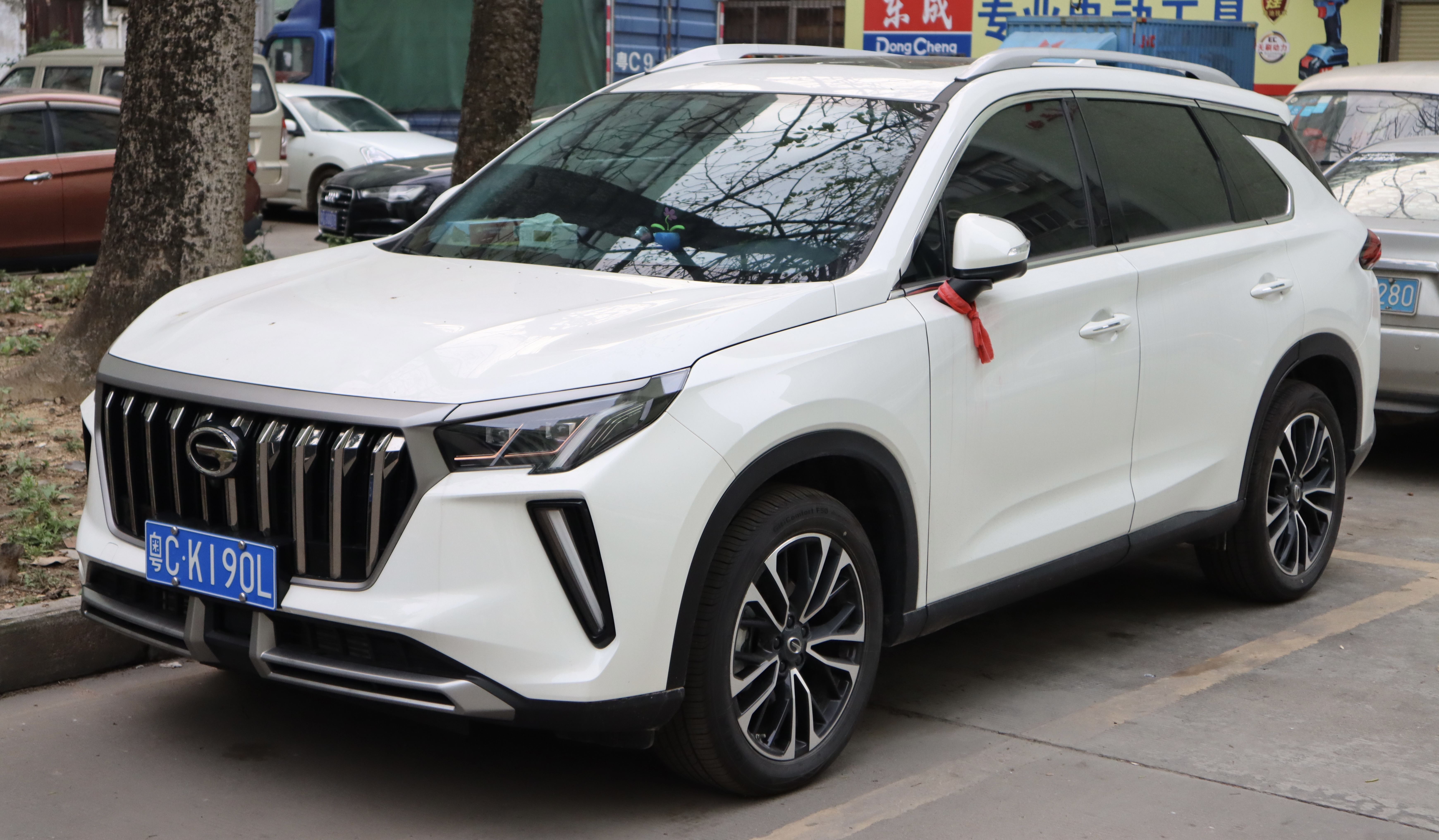
GAC GS4 Plus
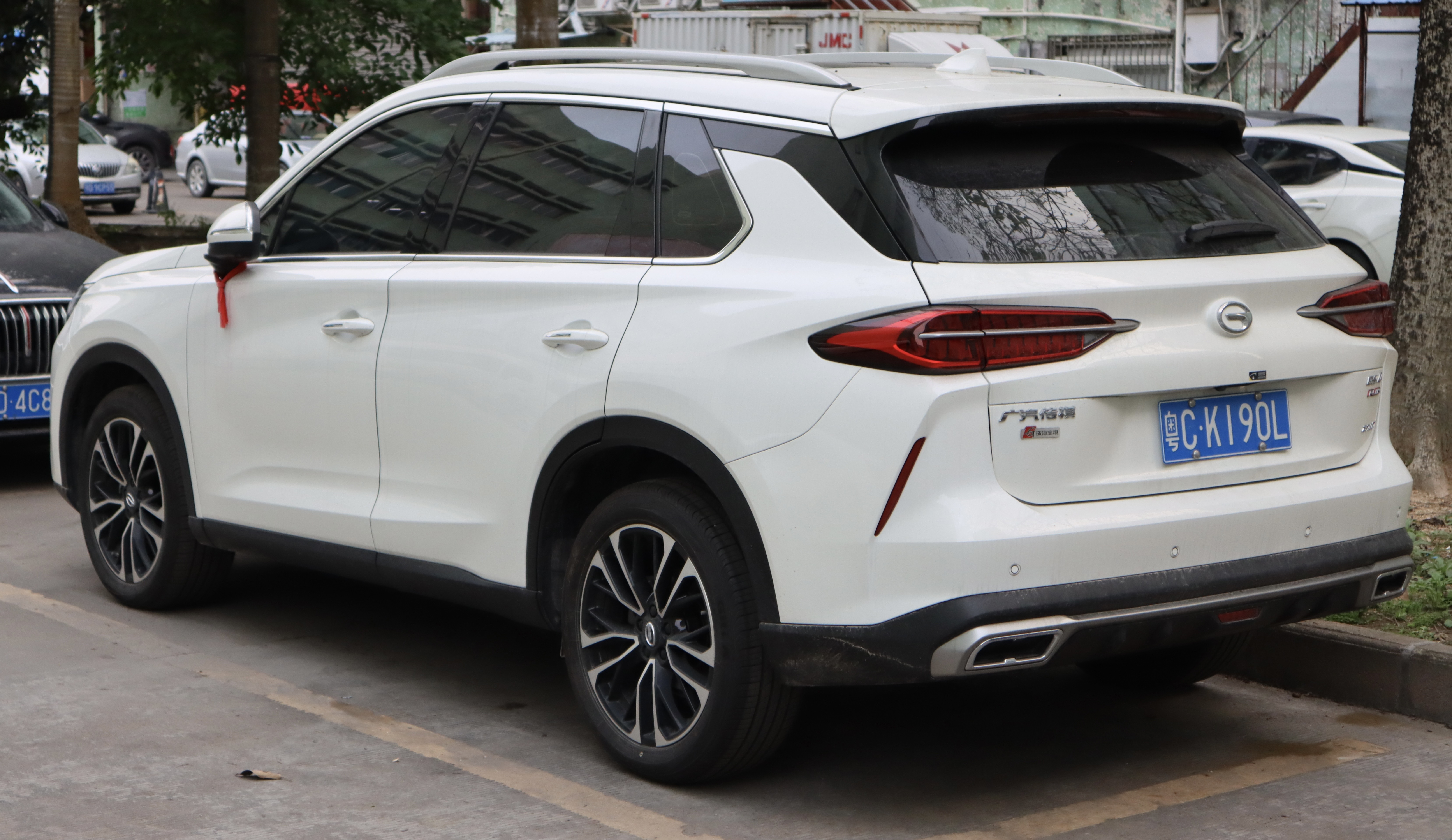

### GS4 Coupe
Разом з GS4 другого покоління представили GS4 Coupe, що відрізняється кузовом. 

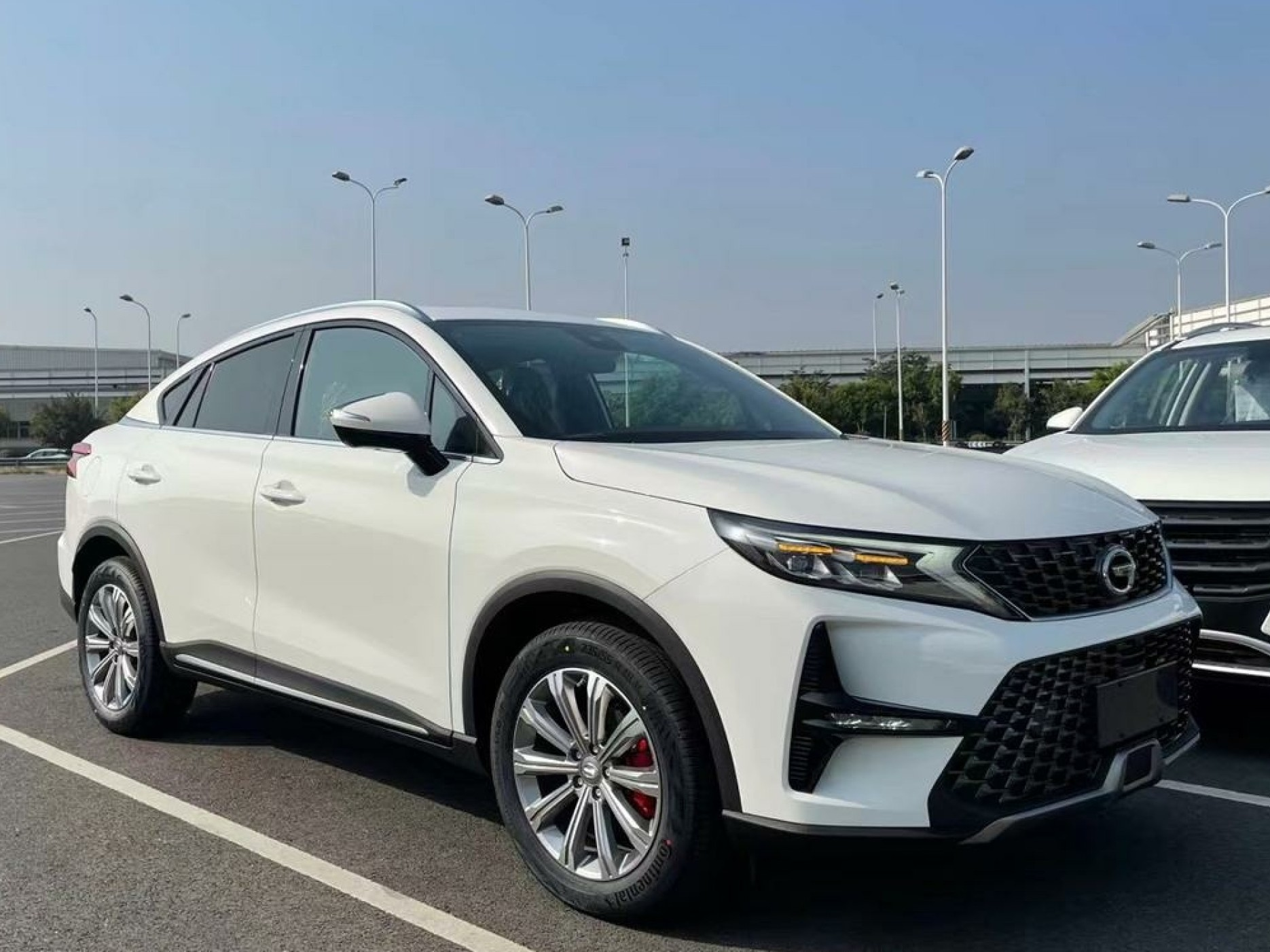
GAC GS4 Coupe
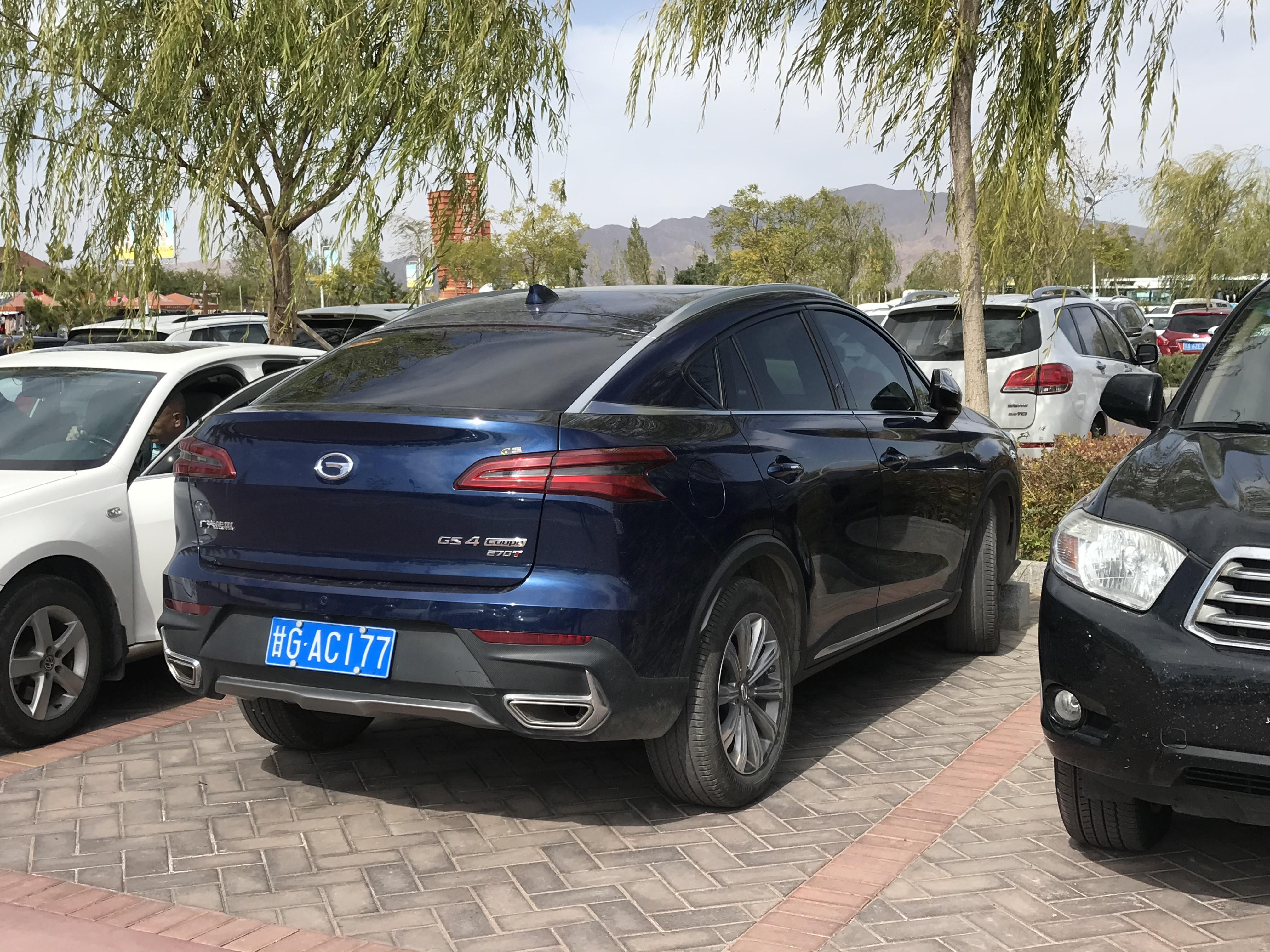

### Двигуни
- 1.3 L 4A13M1 turbo GDI I4 (бензин, 200T)
- 1.5 L 4A15A1/J1 turbo GDI I4 (бензин, 200/235/270T)
- 1.5 L 3B15J1 turbo GDI I3 (бензин, 235T GS4 PHEV)
- 2.0 L 4B20J1 turbo GDI I4 (бензин, 390T GS4 Plus)

## Третє покоління

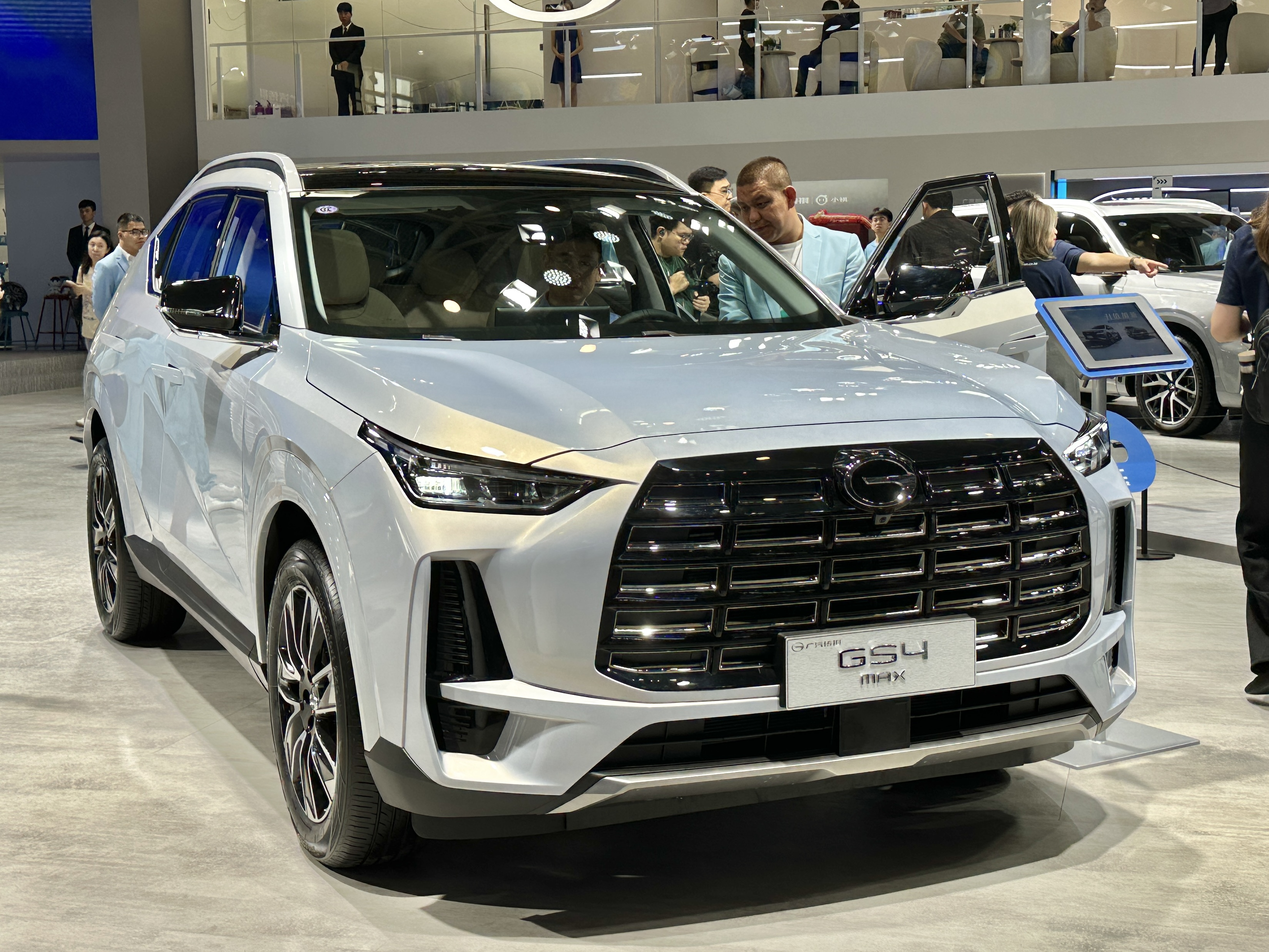
GAC GS4 III

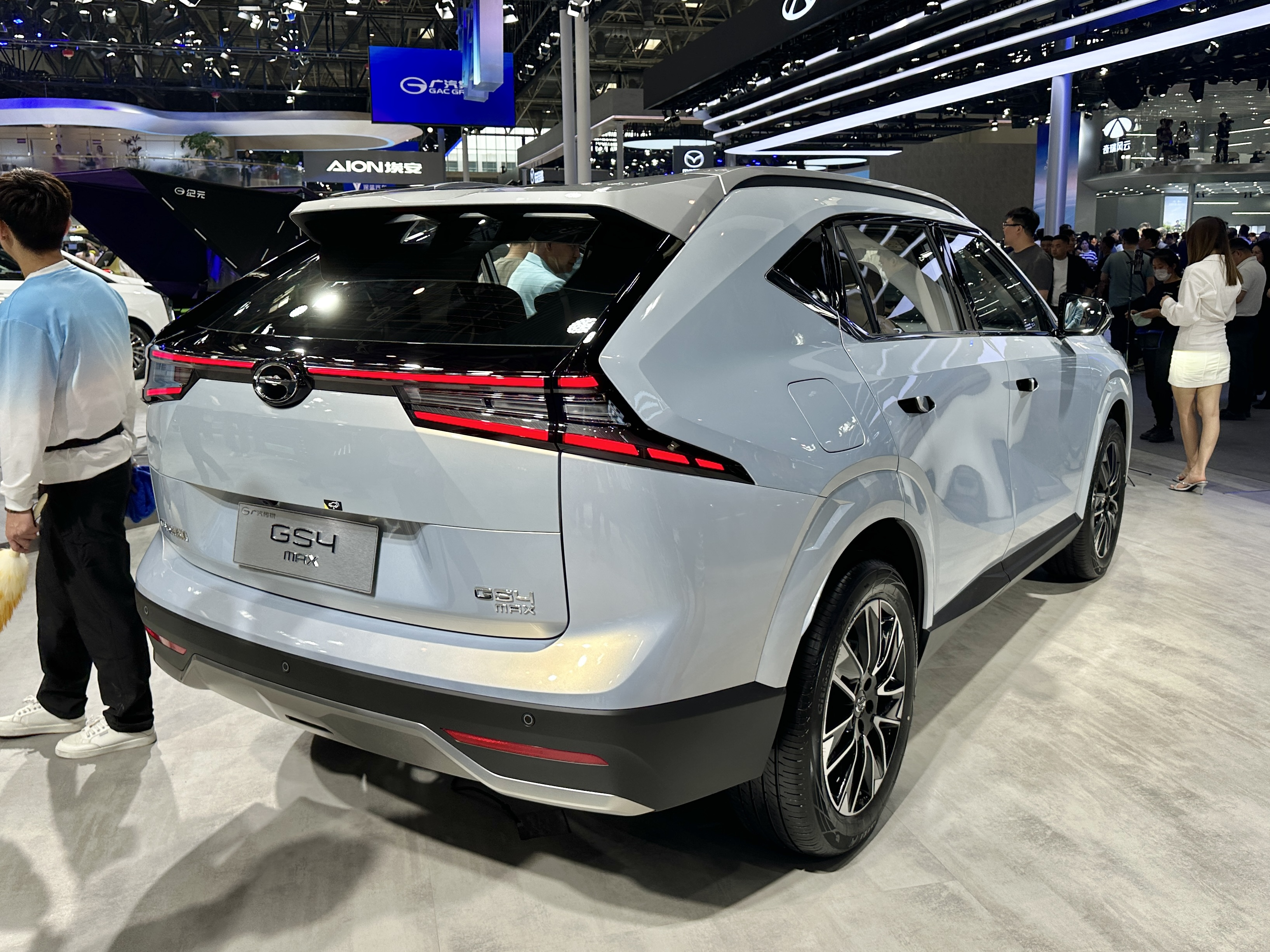
GAC GS4 III

У березні 2024 року GAC Trumpchi анонсувала третє покоління GS4, яке продається як GS4 Max.
GS4 Max оснащений 1,5-літровим двигуном з турбонаддувом у поєднанні з 7-ступінчастою трансмісією з подвійним зчепленням, яка видає 130 кВт (174 к.с.) і максимальний крутний момент 270 Н⋅м . GAC стверджував, що його витрата палива становить 6,8 л/100 км за WLTC із запасом ходу 800 км.  GS4 Max інтегрує лінійку продуктів GS4 і замінить друге покоління GS4 і GS4 Plus.

### Двигуни
- 1.3 L 4A15J2 turbo I4